# Los hijos del ayer
Los hijos de ayer, es una película dirigida por Marcus Cole; en el año 2001.

## Reseña
La película está inspirada en hechos reales en la vida de Jenny Cockell y su familia, esposo e hijo. En la película se relata como Jenny tiene desde la infancia sueños recurrentes con otra mujer irlandesa llamada Mary Sutton (madre de cuatro niños) que sufre violencia intrafamiliar. Entre sueños, investigaciones, recuerdos e hipnosis regresiva, Jenny resuelve una parte de lo que cree su pasado, una película espiritual al Indagar sobre lo que siempre tuvo por cierto: que había vivido antes. pero finalmente tiene otra posible explicación a su experiencia paranormal.
Su protagonista principal es Jane Seymour. 
La película está basada en el libro autobiográfico de Jenny Cockell llamado «A través del tiempo y la muerte» (Across time and death), publicado en 1994.

### Reparto
- Jane Seymour, Jenny Cole y Mary Sutton
- Clancy Brown, Doug Cole
- Kyle Howard, Kevin Cole
- Denis Conway, Father Kelly
- Eoin McCarthy, John Sutton
- Cillian Caffrey, Young Sonny
- Stanley Anderson, Dr. Christopher Garrison
- Claire Bloom, Maggie
- Hume Cronyn, old Sonny Sutton
- Peadar Lamb, Arthur McSweeney
- Conor Evans, Thomas Layden
- Angus MacInnes, SamCasey ( Angus Mac Innes)
- Frances Burke, Elizabeth Sutton
- Paul Kennedy, Irish Doctor
- Eric Weitz, Martin Green

## Galería

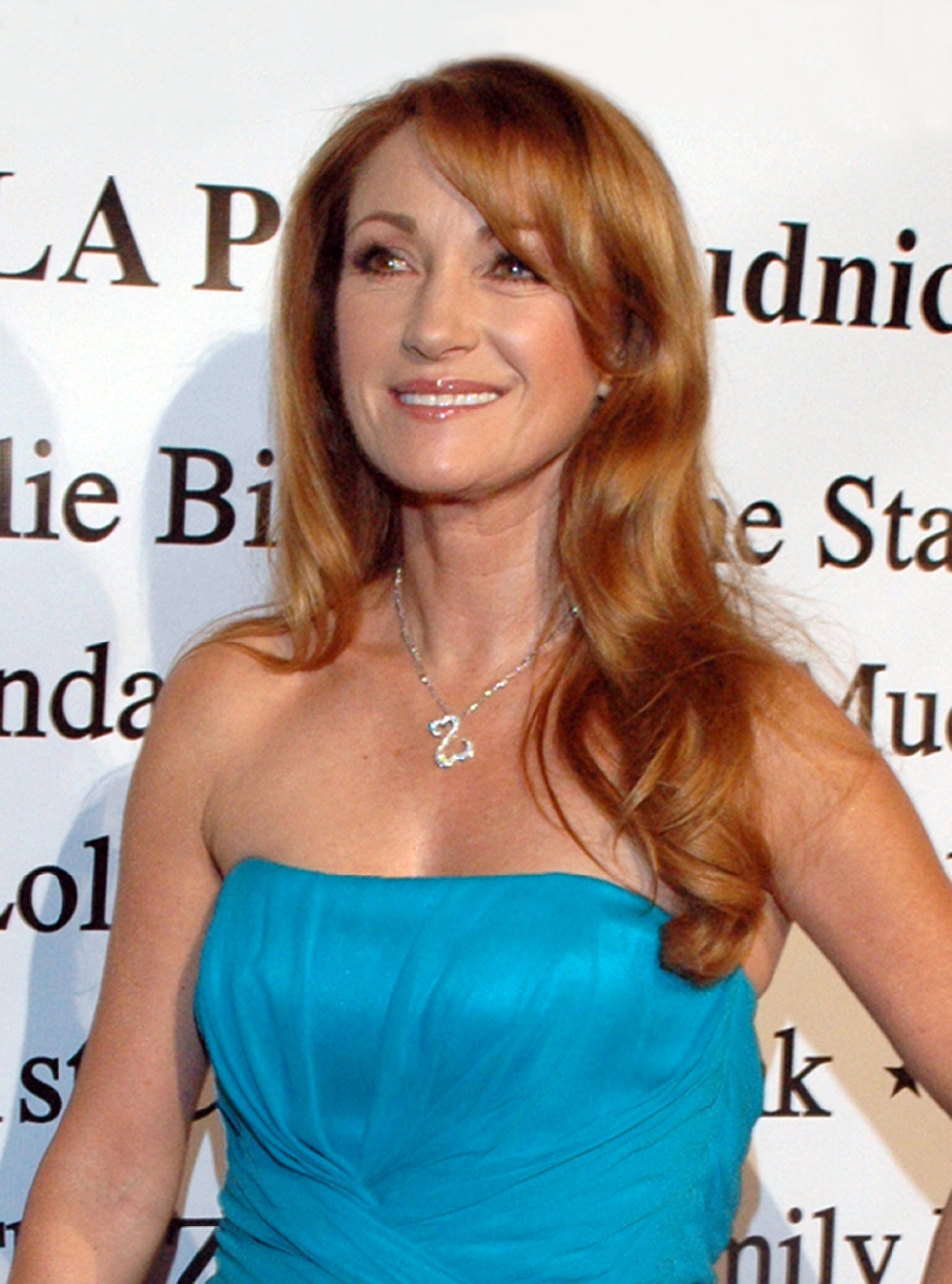
Jane Seymour en 2009.
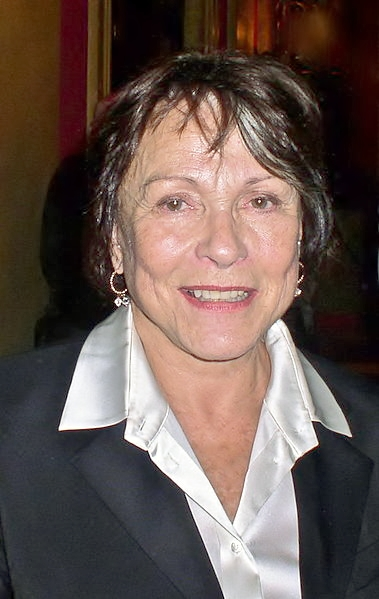
Claire Bloom en 2011.
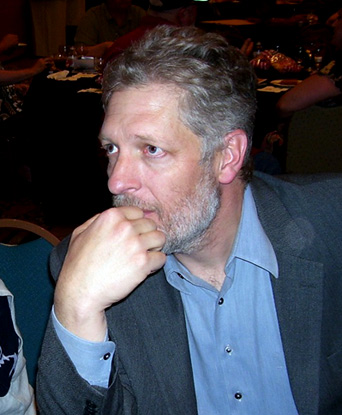
Clancy Brown en 2008.